# Јелена Ђорђевић (професорка)
Јелена Ђорђевић(рођена 1951. у Београду) је српска културна теоретичарка, професорка и ауторка, позната по раду у области културологије, студија културе и политичке културе. Током своје академске каријере предавала је у Србији и иностранству, била продекан на Факултету политичких наука Универзитета у Београду, шеф Одсека за новинарство и оснивач Центра за студије културе. Добитница је Октобарске награде Града Београда 2010. године за књигу „Посткултура“.

## Образовање
Гимназију је завршила у Београду. Током студија боравила је на Универзитету у Aix-en-Provence  (1967–1968) и на Сорбони (1974–1975), где је похађала француски језик и цивилизацију. Дипломирала је 1974. на Филолошком факултету Универзитета у Београду, на одсеку Општа књижевност са теоријом књижевности, са просечном оценом 9,61. Магистрирала је 1976. на тему „Развој лика у Стриндберговим драмама“. Била је стипендиста Фулбрајтове фондације на Универзитету у Мичигену (Ann Arbor) 1976–1977, а затим стипендиста American Association of University Women на Универзитету Јејл (1978–1979), где је започела израду докторске дисертације. Докторирала је 1991. на Факултету политичких наука Универзитета у Београду дисертацијом „Политичке светковине у светлости теорије политичке културе“.

## Каријера
Од 1977. до 2001. године радила је на Дефектолошком факултету Универзитета у Београду, где је предавала предмет Социологија културе. Током 1992–1994. предавала је на Флорида Стејт универзитету у Панама Ситију. Крајем деведесетих била је ангажована у Алтернативној академској мрежи и Београдској отвореној школи. На Факултету политичких наука ради од 2001. године, прво као ванредни професор, а од 2009. као редовни професор. Обављала је функцију продекана у два мандата, била шеф Одсека за новинарство и основала Центар за студије културе.

## Научна и уредничка делатност
Ауторка је око 100 научних радова и уредница више књига, међу којима су „Политичке светковине и ритуали“ и „Посткултура“. Од 2002. до 2010. године била је главна и одговорна уредница часописа Култура. Координирала је бројне домаће и међународне пројекте из области културе и медија. 

## Изабрани јавни наступи и интервјуи
- Интервју за НОВА.рс (фебруар 2025) – „Дијалог је немогућ, јер власт и даље сеје мржњу“[6]
- Интервју за Нови магазин (2018) – „Паланачка култура креира политику“[7]
- Интервју за Аутономија (2017) – „Радикална лаж, насиље и баналност“[8]